# Gạch bùn
Gạch bùn là một loại gạch được tạo ra từ hỗn hợp của đất sét trộn, bùn, cát và nước, trộn với một chất liệu kết dính như trấu hay rơm, còn được biết đến bằng tên trong tiếng Tây Ban Nha là adobe. Thợ làm gạch tạo ra được một hỗn hợp cứng và phơi khô chúng dưới ánh mặt trời trong khoảng thời gian 25 ngày.
Tại các vùng khí hậu ấm mà thiếu gỗ để làm nguyên liệu cho lò nung thì gạch thường được phơi dưới ánh nắng mặt trời. Trong một số trường hợp thợ làm gạch tăng tuổi thọ của gạch bùn bằng cách xếp gạch nung lên trên hoặc phủ vữa ở bên ngoài.

## Thời cổ đại
Các cư dân Nam Á ở Mehrgarh đã xây dựng và sống trong các ngôi nhà bằng gạch bùn từ khoảng 7000 đến 3300 năm trước công nguyên. Gạch bùn được sử dụng tại hơn 15 địa điểm đã được nghiên cứu từ thế kỷ thứ ba trước công nguyên được xem như là dấu vết văn hoá chính của nền văn minh lưu vực sông Ấn cổ. Gạch bùn còn được sử dụng tại Trung Đông trong suốt thời kì Tiền đồ sứ Đồ đá mới B. Các cư dân Lưỡng Hà sử dụng "gạch phơi khô dưới ánh nắng mặt trời" tại các công trình xây dựng của họ; thường là những viên gạch phẳng trên gạch bùn dạng lồi. Một số viên gạch được tạo hình trong khuôn vuông và được nắn tròn nên ở giữa thường dày hơn hai bên.
Tại Crete, trong thời kì văn minh Minos, ở Knossos có những dấu tích khảo cổ cho thấy gạch phơi dưới mặt trời đã được sử dụng trong thời đại đồ đá mới (khoảng trước 3400 năm trước công nguyên).
Gạch bùn còn được sử dụng ở một số khu vực trong thời kì tiền La Mã ở Ai Cập và được sử dụng rộng rãi hơn trong giai đoạn chịu ảnh hưởng của La Mã.

## Thời cận đại và hiện đại

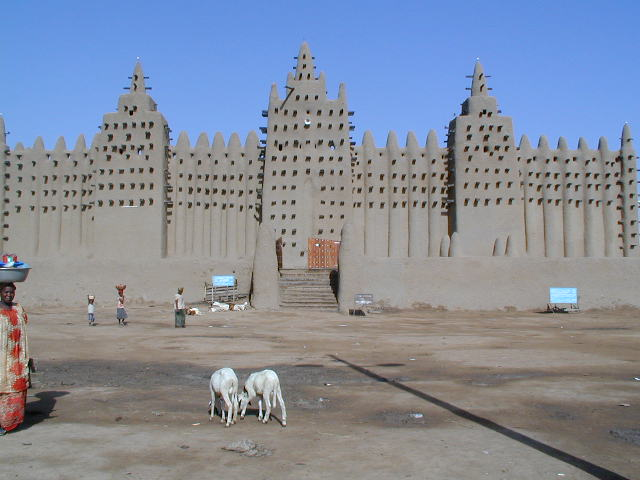
Nhà thờ hồi giáo lớn ở Djenné là một thánh đường Hồi giáo ở Djenné, Mali và là công trình bằng gạch bùn lớn nhất thế giới.

Nhà thờ hồi giáo lớn ở Djenné nằm ở miền trung của Mali là công trình kiến trúc bằng gạch bùn lớn nhất thế giới. Công trình này được hoàn thành vào đầu thế kỉ 20. Như các công trình kiến trúc ở vùng Sahel, nó được xây bằng một loại gạch bùn gọi là Banco. Đó là một loại gạch bùn làm từ bùn và trấu mịn, tạo thành hỗn hợp lên men. Hỗn hợp này sau đó có thể dùng để tạo ra gạch hoặc làm vữa. Loại vữa đó phải trát lại hàng năm.
Thời hiện đại, gạch bùn vẫn còn được sử dụng trong các công trình xây dựng tại các khu vực kém phát triển ở châu Phi (Niger, Sudan...) hay châu Á (Afghanistan, Pakistan...).

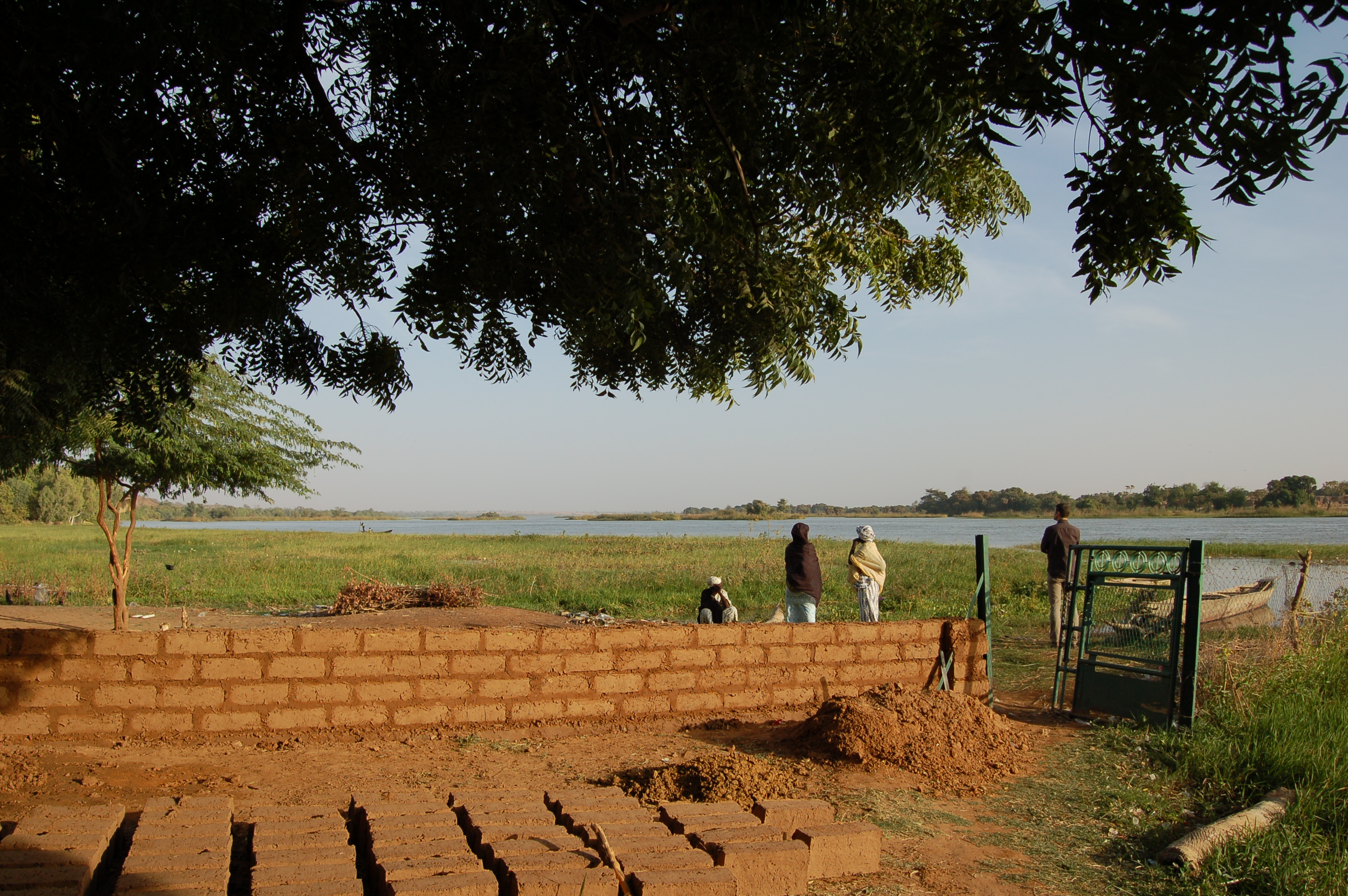
Sản xuất gạch bùn ở Niger năm 2007.
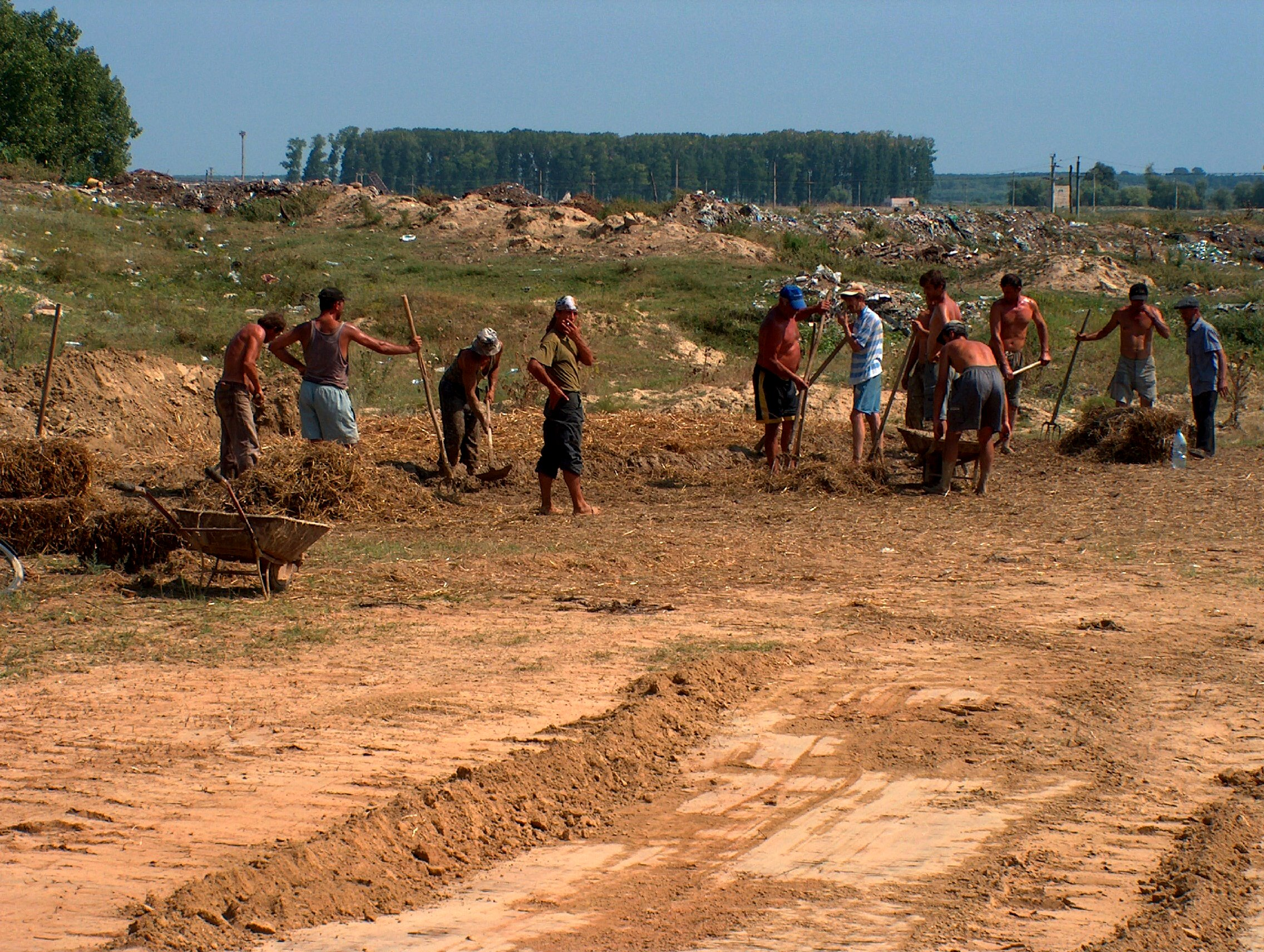
Ngày nay gạch bùn vẫn được sử dụng, như ở châu thổ sông Donau tại Romania.
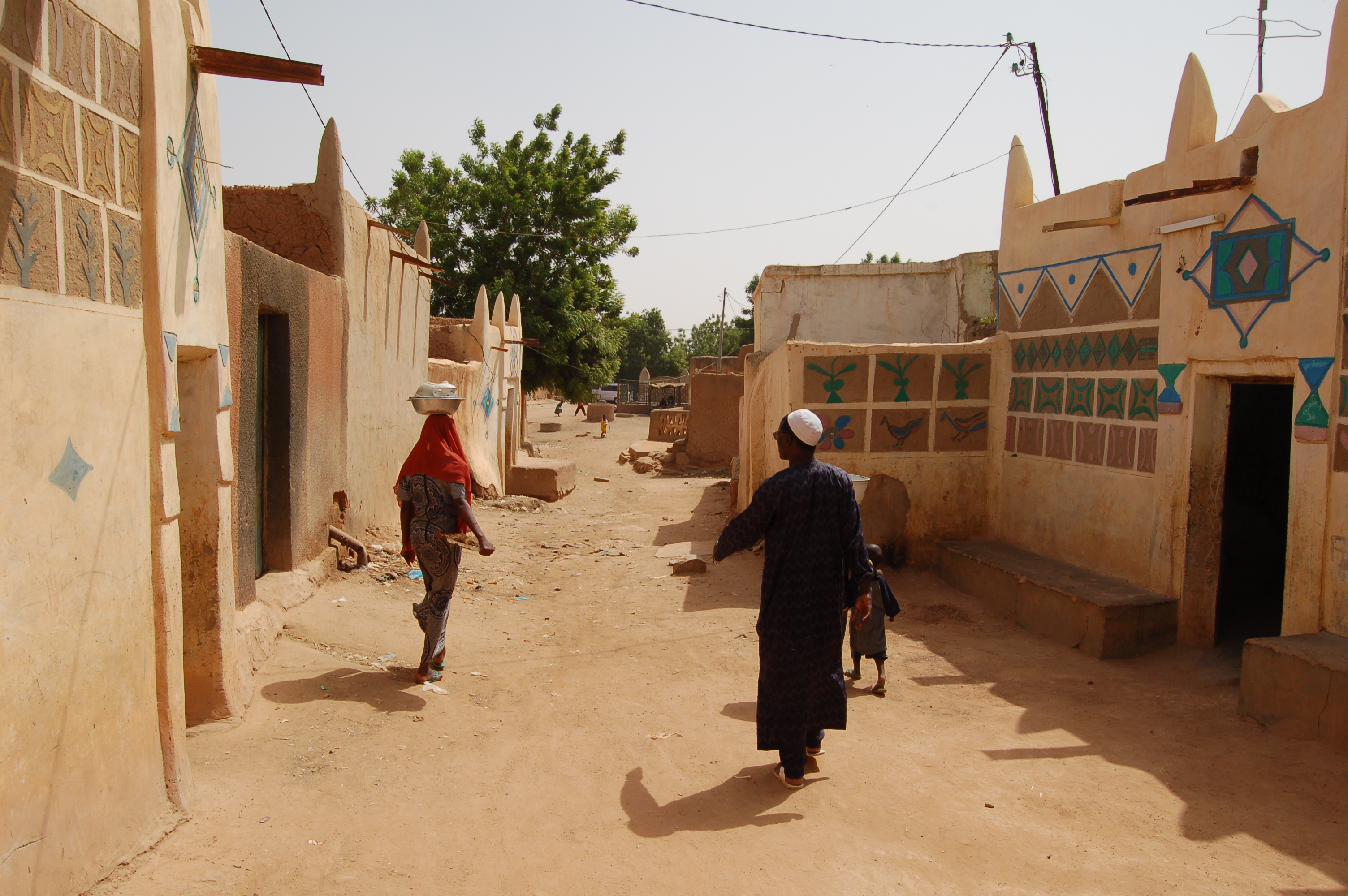
Khu vực "thị trấn cổ" Zinder ở Niger với các tòa nhà bằng gạch bùn được sơn theo lối truyền thống.
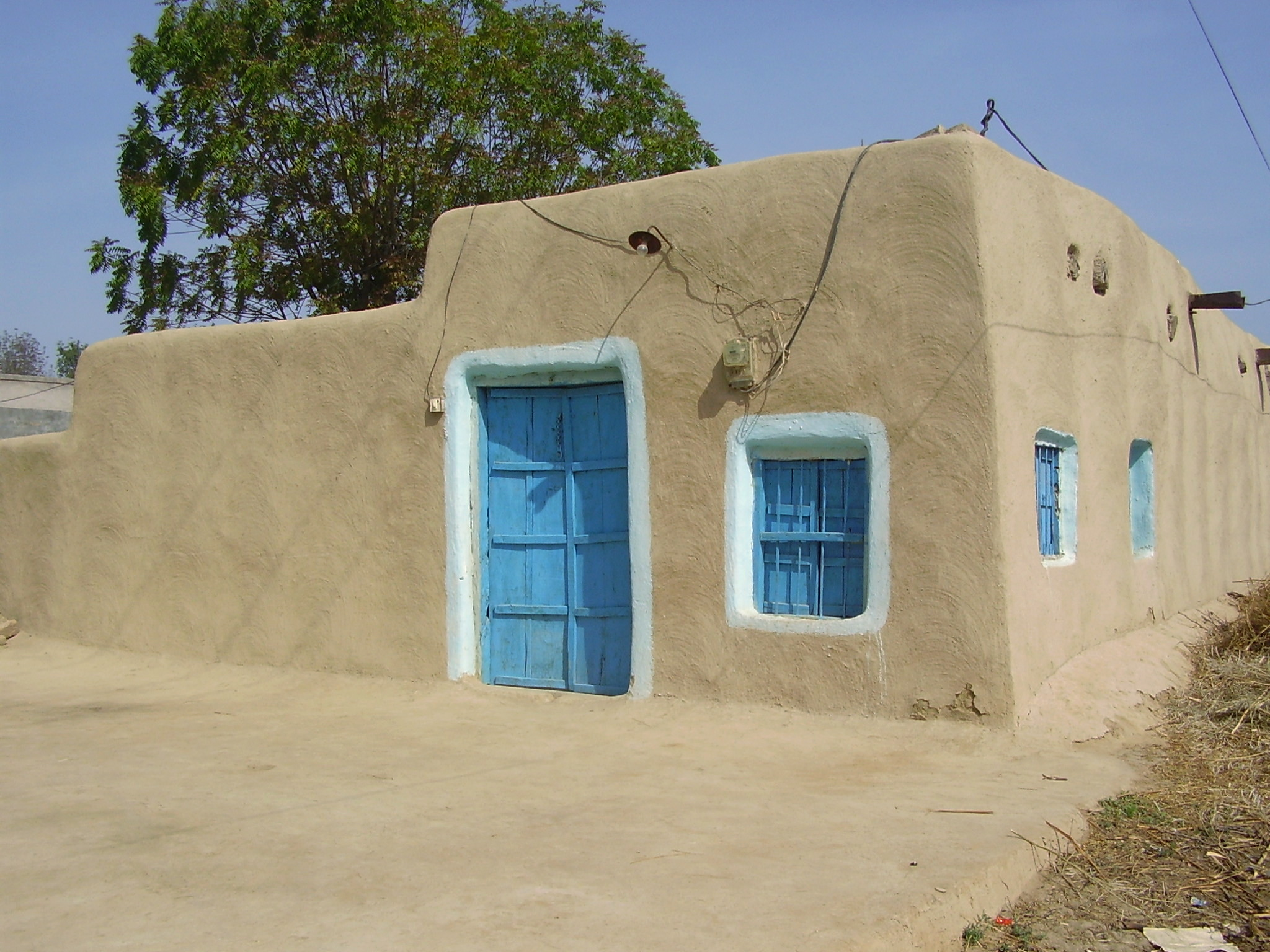
Một ngôi nhà bằng gạch bùn của người Punjab ở Pakistan.
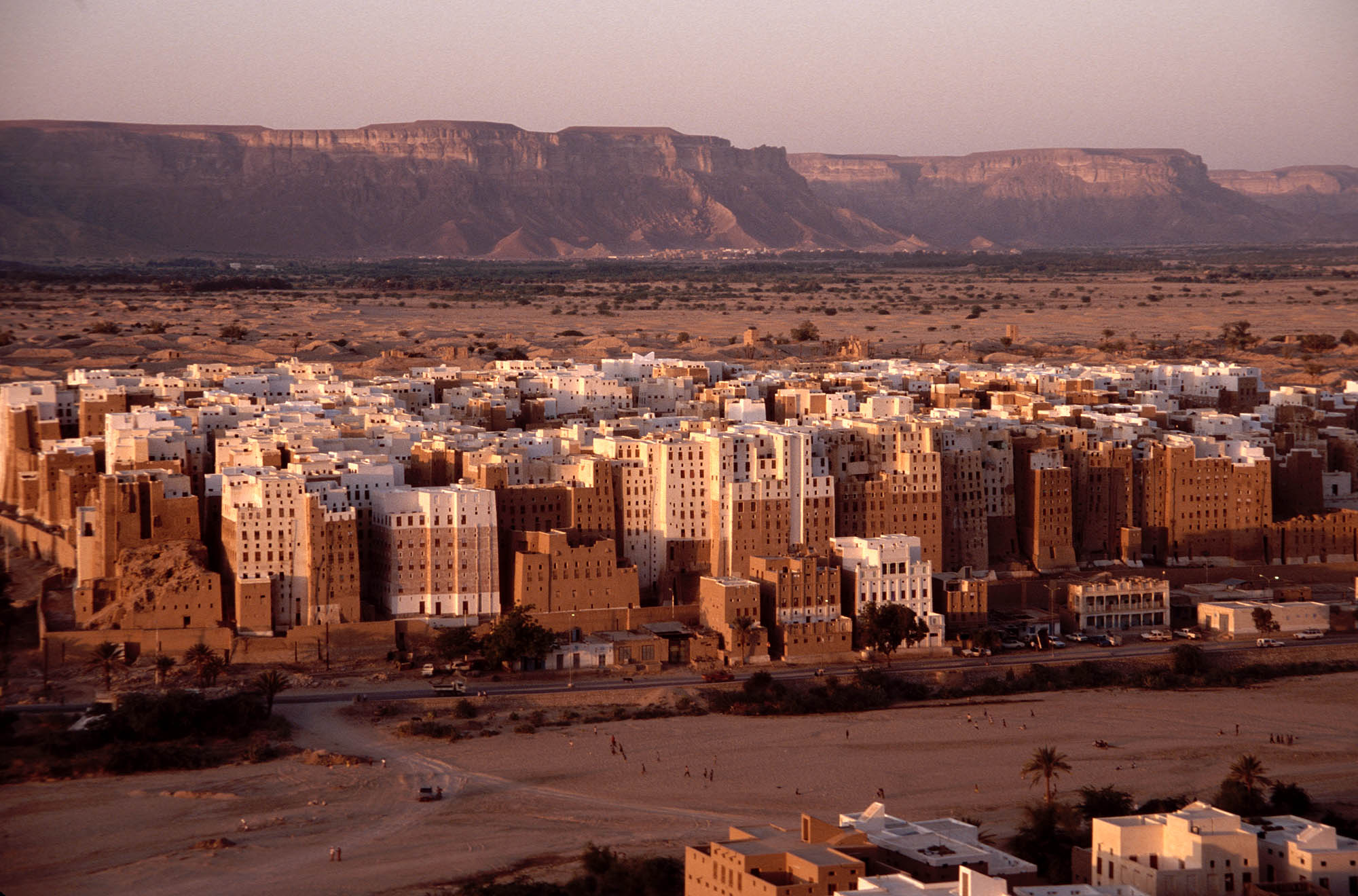
Các công trình bằng gạch bùn ở  Shibam, Yemen.